# Trappeto
Trappeto is een gemeente in de Italiaanse provincie Palermo (regio Sicilië) en telt 2936 inwoners (31-12-2004). De oppervlakte bedraagt 4,1 km², de bevolkingsdichtheid is 716 inwoners per km².

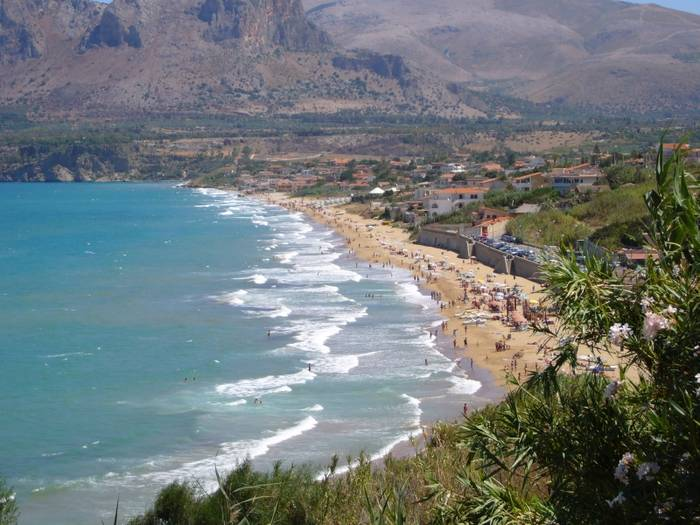
Zandstrand Ciammarita bij Trappeto

## Demografie
Trappeto telt ongeveer 1202 huishoudens. Het aantal inwoners daalde in de periode 1991-2001 met 9,4% volgens cijfers uit de tienjaarlijkse volkstellingen van ISTAT.

## Dorpsleven
Trappeto is een vissersdorp. De architect Danilo Dolci (1924 — 1997) heeft zich, omdat hij onder de indruk was van de armoede in Zuid-Italië, ingezet om de dorpsgemeenschap in dit dorp zelf te laten werken aan gemeenschappelijke voorzieningen zoals scholen, een ziekenhuis, een weeshuis en een irrigatiesysteem. Hiervoor, en voor zijn strijd tegen de maffia was hij kandidaat voor de Nobelprijs voor de Vrede.
In 1958 werd Danilo Dolci onderscheiden met de Internationale Lenin-Vredesprijs voor het versterken van de vrede tussen de volkeren. Hij mocht het prijsgeld ter waarde van ongeveer 25 000 dollar vrij besteden en gebruikte het om in Trappeto het "Centro Studi e Iniziative per la piena Occupazione" (Italiaans voor "studiecentrum en initiatief voor volledige werkgelegenheid" te stichten.
| Jaar | Inwoneraantal |
| ---- | ------------- |
| 1991 | 3059          |
| 2001 | 2770          |

## Geografie
De gemeente ligt op ongeveer 8 m boven zeeniveau.
Trappeto grenst aan de volgende gemeenten: Balestrate, Partinico, Terrasini.
Alia · Alimena · Aliminusa · Altavilla Milicia · Altofonte · Bagheria · Balestrate · Baucina · Belmonte Mezzagno · Bisacquino · Blufi · Bolognetta · Bompietro · Borgetto · Caccamo · Caltavuturo · Campofelice di Fitalia · Campofelice di Roccella · Campofiorito · Camporeale · Capaci · Carini · Castelbuono · Casteldaccia · Castellana Sicula · Castronovo di Sicilia · Cefalà Diana · Cefalù · Cerda · Chiusa Sclafani · Ciminna · Cinisi · Collesano · Contessa Entellina · Corleone · Ficarazzi · Gangi · Geraci Siculo · Giardinello · Giuliana · Godrano · Gratteri · Isnello · Isola delle Femmine · Lascari · Lercara Friddi · Marineo · Mezzojuso · Misilmeri · Monreale · Montelepre · Montemaggiore Belsito · Palazzo Adriano · Palermo · Partinico · Petralia Soprana · Petralia Sottana · Piana degli Albanesi · Polizzi Generosa · Pollina · Prizzi · Roccamena · Roccapalumba · San Cipirello · San Giuseppe Jato · San Mauro Castelverde · Santa Cristina Gela · Santa Flavia · Sciara · Scillato · Sclafani Bagni · Termini Imerese · Terrasini · Torretta · Trabia · Trappeto · Ustica · Valledolmo · Ventimiglia di Sicilia · Vicari · Villabate · Villafrati